# Tomasz Grodecki (żołnierz)
Tomasz Grodecki lub Gródecki (ur. 8 grudnia 1895 w Głogowie Małopolskim, zm. 5 lipca 1916 pod Kościuchnówką) – żołnierz Legionów Polskich. Uczestnik I wojny światowej, kawaler Orderu Virtuti Militari.

## Życiorys
Urodził się w rodzinie Jana i Anny z d. Grochodecka. Absolwent szkoły powszechnej. Pracował jako szewc w Głogowie.
Od sierpnia 1914 w Legionach Polskich, żołnierz 7 kompanii w 5 pułku piechoty Legionów.
Szczególnie odznaczył się podczas walk pod Kostiuchnówką, gdzie „zginął na Polskiej Górze, otoczony wraz z kilkoma legionistami przez liczniejszego nieprzyjaciela”. Za tę postawę został odznaczony pośmiertnie Orderem Virtuti Militari.
Był kawalerem.

## Ordery i odznaczenia
- Krzyż Srebrny Orderu Wojskowego Virtuti Militari nr 6535[1][2]